# Robert Berdella
Robert Andrew 'Bob' Berdella (Cuyahoga Falls, 31 januari 1949 – 8 oktober, 1992) was een Amerikaanse seriemoordenaar. Hij verkrachtte, martelde en vermoordde van 1984 tot en met 1987 ten minste zes mannen in zijn woning in Kansas City. Media gaven hem de bijnaam The Kansas City Butcher. Berdella werd in april 1988 gearresteerd en stierf vier jaar later in gevangenschap aan een hartaanval.

## Misdaden
Berdella werd in 1988 ontmaskerd omdat de 22-jarige Chris Bryson naakt uit Berdella's woning ontsnapte. Mensen die hem zo zagen rennen, belden de politie om het voorval te melden. Die troffen Berdella's laatste doelwit vervolgens aan. Een lokale parkeerwachter vertelde de agenten dat hij Bryson zo uit een raam op de eerste verdieping van 4315 Charlotte Street had zien springen. Die vertoonde littekens rond zijn polsen, ogen en mond. Bryson vertelde dat hij vrijwillig meegegaan was naar Berdella's woning, maar daar op zijn achterhoofd geslagen was en geïnjecteerd met een verdovend middel. Vervolgens was hij dagenlang vastgebonden geweest, misbruikt en gemarteld. Berdella voerde experimenten op hem uit met stroom, met bijtende substanties in zijn ogen en met injecties met gootsteenontstopper in zijn keel.
De politie pakte Berdella op en ging naar zijn huis om daar onderzoek te verrichten. Het bleek precies zo ingericht als Bryson had verklaard. Er lagen nog resten van de materialen waarmee Bryson vastgebonden had gezeten en er werd een apparaat gevonden waarmee stroomschokken konden worden gegeven. Daarnaast vonden de agenten injectienaalden en een verdovende substantie.
In een andere kamer vond de politie veel meer. Niet alleen had Berdella foto's gemaakt van de martelingen die hij Bryson aandeed, maar ook van andere slachtoffers, zowel gemarteld als vermoord. Agenten troffen tanden aan, twee menselijke schedels en een logboek waarin Berdella zijn martel- en moordpraktijken documenteerde. Hij hield gedetailleerd bij wat hij zijn slachtoffers aandeed, hoe hij dat deed en wat de reacties waren. Hoe langer de politie zocht, hoe meer er werd aangetroffen. Persoonlijke papieren van slachtoffers werden gevonden en een tas met menselijke ruggengraat erin. In Berdella's tuin werden begraven stoffelijke overschotten aangetroffen.

## Veroordeling
Berdella werd aangeklaagd en besloot bij voorbaat al één moord te bekennen. Daarmee zorgde hij ervoor dat hij wettelijk niet tot de doodstraf veroordeeld kon worden. Omdat agenten bleven zoeken naar zaken die Berdella alsnog een terdoodveroordeling zouden kunnen opleveren, gooiden zijn advocaten het op een akkoord met de onderzoekers. Berdella zou een volledige verklaring afleggen in ruil voor een levenslange gevangenisstraf. De onderzoekers accepteerden het voorstel om een vollediger beeld te krijgen van wat Berdella had gedaan en met hoeveel slachtoffers. Zijn bekentenis leverde in drie dagen tijd een verslag van 717 pagina's op.

## Verfilming
Paul South en William Taft brachten in 2009 de horrorfilm Berdella uit met daarin hun versie van Berdella's misdaden.